# North Eagle Butte
North Eagle Butte es un lugar designado por el censo ubicado en el condado de Dewey en el estado estadounidense de Dakota del Sur. En el Censo de 2010 tenía una población de 1.954 habitantes y una densidad poblacional de 82,81 personas por km².

## Geografía
North Eagle Butte se encuentra ubicado en las coordenadas 45°1′14″N 101°13′53″O / 45.02056, -101.23139. Según la Oficina del Censo de los Estados Unidos, North Eagle Butte tiene una superficie total de 23.59 km², de la cual 23.57 km² corresponden a tierra firme y (0.11%) 0.03 km² es agua.

## Demografía
Según el censo de 2010, había 1.954 personas residiendo en North Eagle Butte. La densidad de población era de 82,81 hab./km². De los 1.954 habitantes, North Eagle Butte estaba compuesto por el 4.35% blancos, el 0.2% eran afroamericanos, el 92.43% eran amerindios, el 0.1% eran asiáticos, el 0% eran isleños del Pacífico, el 0.2% eran de otras razas y el 2.71% pertenecían a dos o más razas. Del total de la población el 1.64% eran hispanos o latinos de cualquier raza.